# گوس تیل
گوس تیل (انگلیسی: Guus Til؛ زادهٔ ۲۲ دسامبر ۱۹۹۷) بازیکن فوتبال اهل پادشاهی هلند است.
از باشگاه‌هایی که در آن بازی کرده‌است می‌توان به باشگاه فوتبال آزد آلکمار و باشگاه فوتبال اسپارتاک مسکو اشاره کرد.
وی همچنین در تیم‌های ملی فوتبال زیر ۱۹ سال هلند، زیر ۲۱ سال هلند، و هلند بازی کرده‌است.